# Cornelio Lacón
Cornelio Lacón (en latín, Cornelius Laco; m. 69) fue prefecto del pretorio (comandante del cuerpo de guardaespaldas del emperador, la guardia pretoriana) bajo el reinado del emperador Servio Sulpicio Galba, desde su ascenso al trono en 68 hasta su muerte en 69. Lacón fue nombrado tras el suicidio del predecesor de Galba, Nerón, en sustitución de Tigelino.

## Biografía
A pesar de la vitalidad con la que había marchado contra Roma, la avanzada edad del emperador había destruido su espíritu y estaba totalmente manipulado por sus allegados. Lacón, junto con Tito Vinio, que fue cónsul junto al propio Galba, y el liberto del emperador Icelo Marciano, controlaban por completo a Galba y manejaban todos los asuntos imperiales, tanto es así que en Roma se les conocía como «los tres pedagogos». El pueblo no toleraba esta manipulación y el gobierno de Galba se tornó terriblemente impopular. El 15 de enero de 69, Marco Salvio Otón se proclamó emperador. Galba fue asesinado y Lacón fue desterrado a una isla donde vivió solo hasta que unos soldados de Otón le ejecutaron.